# Hồ Đồng Thái

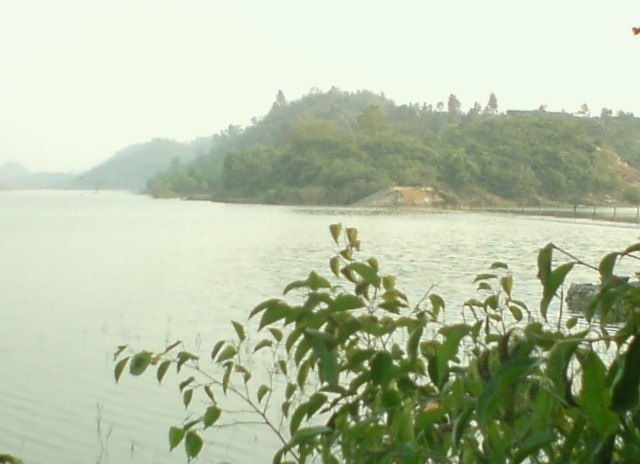
Một góc Hồ Đồng Thái vào buổi sáng

Hồ Đồng Thái là một hồ nước ngọt ven núi nằm trên địa bàn xã Yên Đồng và Yên Thái, huyện Yên Mô tỉnh Ninh Bình. Diện tích hồ ở điều kiện mực nước bình thường có diện tích tự nhiên khoảng 380 ha. Hồ Đồng Thái cùng với hồ Yên Thắng, hồ Yên Quang là những hồ nước lớn nhất Ninh Bình, đều nằm bên dãy núi Tam Điệp hùng vĩ nhưng hồ Yên Thái là nơi hoang sơ hơn cả với nhiều loài động thực vật quý hiếm. Hồ Đồng Thái là một điểm du lịch sinh thái đã được đầu tư và đưa vào khai thác.

## Vị trí
Hồ Đồng Thái nằm dài dưới sườn dãy núi Tam Điệp, một bên là tuyến đê dài 8 km.
- Từ thành phố Tam Điệp đến điểm gần nhất nằm trên con đê hồ Đồng Thái là 9 km
- Từ thành phố Hoa Lư đến điểm gần nhất nằm trên con đê hồ Đồng Thái là 23 km
- Từ thị trấn Yên Thịnh đến điểm gần nhất nằm trên con đê hồ Đồng Thái là 11 km
- Từ thị trấn Phát Diệm đến điểm gần nhất nằm trên con đê hồ Đồng Thái là 11 km

## Đặc điểm
Hồ Đồng Thái nằm bên dãy núi Tam Điệp, là một hồ rộng với một bên là tuyến đê dài và một bên là ven núi nên có hình dạng bị cắt xẻ nhiều. Bờ hồ nằm uốn lượn tạo ra nhiều "bán đảo" với nhiều thung lũng đẹp, diện tích từ 2 - 10 ha, Các thung lũng là khu rừng nguyên sơ với nhiều loại động, thực vật hoang dã. Phần lớn thung lũng có bề mặt bằng phẳng, rất thuận lợi xây dựng các khu vui chơi, giải trí hoà quyện với thiên nhiên.
Đi thuyền qua hồ Đồng Thái vào chân núi, du khách lên thăm động Mã Tiên. Men theo gần 100 bậc đá, bên sườn núi để đến cửa động. Cửa động cao đến 15 m, rộng 10 m, trông giống miệng của con cá khổng lồ. Nền hang ở động trũng xuống, không phẳng với nhiều khối đá lớn nhỏ, đặc biệt có những tảng đá lớn nhấp nhô như một đàn voi đang nô đùa. Từ nền hang đi qua một cửa hang hẹp sẽ bước lên tầng 2 của động với 5 buồng hang. Mỗi buồng hang là một cảnh sắc khác nhau, đầy mới lạ gắn với những truyền thuyết như: Bàn tay tiên, Giếng ngọc. Động Mã Tiên cũng có rất nhiều đền, chùa, miếu mạo mang yếu tố tâm linh gắn với những lễ hội dân gian đặc sắc.

## Khu du lịch hồ Đồng Thái

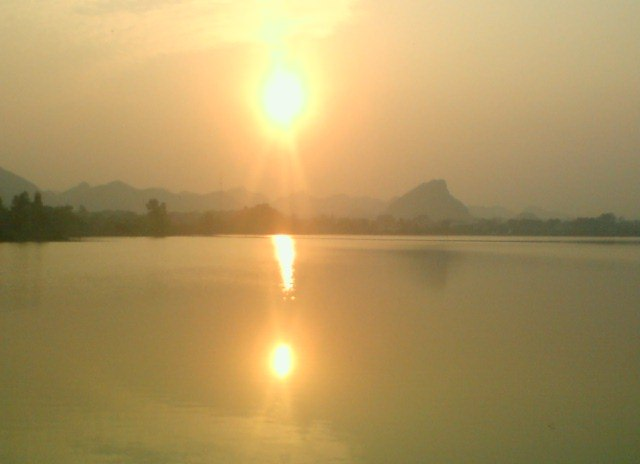
Hồ Đồng Thái lúc hoàng hôn

Hồ Đồng Thái nằm trong dãy núi Tam Điệp nên có cảnh quan rất đẹp và gần nhiều di tích lịch sử văn hóa khách như cửa Thần Phù, động Mã Tiên, phòng tuyến Tam Điệp thuận lợi kết hợp thành những tour du lịch hấp dẫn.
Khu du lịch hồ Đồng Thái có diện tích 2185 ha nằm ở phía Bắc của hồ, thuộc xã Yên Đồng, là nơi phát triển nhiều loại hình du lịch giải trí như du thuyền, đua thuyền, cắm trại, săn bắn, mua sắm hàng hoá, hành hương đến các đền, phủ, leo núi, khám phá hang động, nghỉ dưỡng...
Dự án sân golf Yên Thắng 54 lỗ lớn nhất Việt Nam đã được xây dựng tại khu du lịch hồ Đồng Thái - Yên Thắng, năm 2008 đưa vào vận hành giai đoạn 1.